# Ctenoneura sipitanga
Ctenoneura sipitanga es una especie de cucaracha del género Ctenoneura, familia Corydiidae. Fue descrita científicamente por Roth en 1995.
Habita en Malasia.